# Saint-Sever-de-Saintonge
Saint-Sever-de-Saintonge là một xã trong tỉnh Charente-Maritime trong vùng Nouvelle-Aquitaine, tây nam nước Pháp. Xã Saint-Sever-de-Saintonge nằm ở khu vực có độ cao trung bình 9 mét trên mực nước biển.